# Haderslevsbjörnbär
Haderslevsbjörnbär (Rubus subtileaceus) är en rosväxtart som först beskrevs av Peter Kristian Nicolaj Friderichsen, och fick sitt nu gällande namn av Heinrich E. Weber och Martensen. Enligt Catalogue of Life ingår Haderslevsbjörnbär i släktet rubusar och familjen rosväxter, men enligt Dyntaxa är tillhörigheten istället släktet rubusar och familjen rosväxter. Arten har ej påträffats i Sverige. Inga underarter finns listade i Catalogue of Life.